# Nancy Cartwright
Nancy Cartwright (n. 25 octombrie 1957, Dayton, Ohio, SUA) este o actriță americană. Este vocea de lungă durată a lui Bart Simpson în serialul de televiziune animat The Simpsons, pentru care a primit un premiu Emmy pentru cea mai bună interpretare de voce și un premiu Annie pentru cea mai bună interpretare de voce în domeniul animației. Cartwright a interpretat vocea și altor personaje din serial, inclusiv Nelson Muntz, Ralph Wiggum, Todd Flanders, Kearney, Database și Maggie.
Cartwright s-a născut în Dayton, Ohio. S-a mutat la Hollywood în 1978 și s-a specializat alături de actorul de voce Daws Butler.